# Sisyrolepis muricata
Sisyrolepis muricata är en kinesträdsväxtart som först beskrevs av Jean Baptiste Louis Pierre, och fick sitt nu gällande namn av P.W. Leenhouts. Sisyrolepis muricata ingår i släktet Sisyrolepis och familjen kinesträdsväxter. Inga underarter finns listade i Catalogue of Life.